# حول كاذب
الحول الكاذب أو شبه الحول (بالإنجليزية: Pseudostrabismus)‏ هو مظهر زائف في العين. فعندما تنعكس العيون أو عندما لا تنظر إلى نفس الاتجاه بشكل تام فهذا يطلق عليه الحول. يحدث الحول الكاذب بشكلٍ عام للرضع والأطفال الصغار الذين لم تنمو ملامح وجوههم بصورة مكتملة حيث تكون قصبة الأنف لديهم كبيرة ومسطحة، مما يؤدي إلى تباعد الموقين (زيادة في المسافة بين الموق الإنسي من كلتا العينين). ومع التقدم في السن، تضيق القصبة وتختفي طية علاية الموق في زاوية العينين مما سيتسبب في ظهور العيون بمظهر أوسع، وبالتالي لا يكون كمظهر الحول. ولاكتشاف الفرق بين الحول والحول الكاذب قم باستخدام كشاف وسلط الضوء على عيني الطفل. عندما ينظر الطفل إلى الضوء يمكن رؤية انعكاس على السطح الأمامي للحدقة. إذا كانت العيون تتماشى مع بعضها البعض سيكون انعكاس الضوء في نفس البقعة من كل، أما إذا كان الشخص مصاباً بالحَوَل فإن انعكاس الضوء لن يكون في نفس البقعة من كل عين.
يشير كتاب طب الأسرة إلى أنه هناك اعتقاد خاطئ بأن الأطفال المصابين بالحول يتخطون الحالة ولكن الأمر ليس كذلك، فهذا الاعتقاد ينبع من الخلط بين الحول الحقيقي والحول الكاذب. فعندما يُصاب الطفل بالحول الحقيقي تصبح حالته خطيرة ويتطلب الأمر رعاية طبيب عيون.
يُلاحَظ الحول الكاذب عند الأطفال الرضع في شعوب الأمريكتين أو الآسيويين الشرقيين بسبب وجود طية علاية الموق الذي يحجب رؤية الجانب الأنسي من العين.

## وصلات خارجية
- الأكاديمية الأمريكية لطب العيون